# NGC 5626
NGC 5626 (другие обозначения — ESO 447-8, MCG -5-34-15, PGC 51794) — галактика в созвездии Гидра.
Этот объект входит в число перечисленных в оригинальной редакции «Нового общего каталога».